# Аваков, Сергей Юрьевич
Сергей Юрьевич Аваков (11 января 1958, Тбилиси) — ректор Таганрогского института управления и экономики (с 1995), российский учёный, доктор экономических наук, профессор, член-корреспондент РАЕН, почётный работник высшего образования РФ, заслуженный работник высшей школы РФ.  Член Союза ректоров России.

## Биография
Родился 11 января 1958 года в Тбилиси.
В 1980 году окончил ТРТИ, в 1985 году окончил аспирантуру ТРТИ. С 1985 по 1995 год работал ассистентом, затем доцентом в ТРТУ.
В 2002 году защитил докторскую диссертацию по экономике.
Заслуженный работник высшей школы РФ (2007).
С 1995 года работает ректором Таганрогского института управления и экономики.
Сфера научных интересов — системное моделирование экономических структур. Опубликовал более 80 научных работ, в том числе 5 монографий. Является главным редактором журнала «Вестник Таганрогского института управления и экономики». Награждён медалью «300 лет Российскому флоту».